# Erythrolamprus atraventer
Erythrolamprus atraventer är en ormart som beskrevs av Dixon och Thomas 1985. Erythrolamprus atraventer ingår i släktet Erythrolamprus och familjen snokar. Inga underarter finns listade i Catalogue of Life.
Denna orm förekommer i sydöstra Brasilien i delstaterna São Paulo och Rio de Janeiro. Arten lever i Atlantskogen. Den hittas i bergstrakterna Serra do Mar och Mantiqueirabergen. Individerna är dagaktiva och de vistas främst på marken. Honor lägger 5 till 12 ägg under regntiden. Erythrolamprus atraventer har groddjur och deras ägg som föda. Den kan bli 80 cm lång.
För beståndet är inga hot kända och Erythrolamprus atraventer har en stor population. IUCN kategoriserar arten globalt som livskraftig (LC).